# Рон Лібер
Рон Лібер  (англ. Ron Lieber, нар. 1971) – американський журналіст, автор і співавтор низки книг, колумніст «The New York Times», а також знаний фахівець із фінансів.

## Особисте
Рон провів 14 років у школі Френсіса В. Паркера (Francis W. Parker School) у Чикаго і закінчив коледж Амхерста (Amherst College). 
Одружений із Джоді Кантор (Jodi Kantor), репортеркою «The New York Times».
Наразі живе у Брукліні із дружиною та дітьми.

## Робота і творчість
1996 р. – видано перший авторський доробок «Taking Time Off: Inspiring Stories of Students Who Enjoyed Successful Breaks from College and How You Can Plan Your Own», який він написав разом із Коліном Холлом. 
1998 року було оприлюднено другу  книгу Рона Лібера «Upstart Start-Ups».
З 2002 до 2007 року – відомий бізнес-експерт працював у «The Wall Street Journal».
З 2007 до 2008 року – був головним редактором сайту FiLife.com.
З 2008 року вів колонку «Your Money» у «The New York Times». Окрім цього працював у таких відомих журналах, як «Fortune» і «Fast Company».
23 лютого 2016 року було опубліковано книгу «The Opposite of Spoiled: Raising Kids Who Are Grounded, Generous, and Smart About Money» (укр. «Як говорити з дітьми про гроші»), яка відразу стала бестселером «New York Times» і «Wall Street Journal».
Українською мовою посібник опубліковало видавництво «Наш Формат» у 2019 році. Видання ґрунтовно висвітлює питання фінансового змісту на прикладному рівні. Зокрема, дає доцільні вказівки молоді у віці від 20 до 30 років та вчить керувати грошима, бути прагматичними та відповідальними.

## Нагороди
2011 р. – Премія Джеральда Лоеба за «Student Debt»
2018 р. –  Премія Джеральда Лоеба за «The Equifax Breach»

## Переклад українською
- Рон Лібер. Як говорити з дітьми про гроші / пер. Антоніна Ящук, Казимир Мужановський. — К.: Наш Формат, 2019. — ISBN 978-617-7682-64-5.